# Synopeas soederlundi
Synopeas soederlundi är en stekelart som beskrevs av Peter Neerup Buhl 2005. Synopeas soederlundi ingår i släktet Synopeas och familjen gallmyggesteklar. Inga underarter finns listade i Catalogue of Life.